# Трембін
Трембін (пол. Trębin) — село в Польщі, у гміні Радзаново Плоцького повіту Мазовецького воєводства.
Населення — 71 особа (2011).
У 1975-1998 роках село належало до Плоцького воєводства.

## Демографія
Демографічна структура станом на 31 березня 2011 року:
|          | Загалом | Допрацездатний вік | Працездатний вік | Постпрацездатний вік |
| -------- | ------- | ------------------ | ---------------- | -------------------- |
| Чоловіки | 35      | 8                  | 24               | 3                    |
| Жінки    | 36      | 6                  | 25               | 5                    |
| Разом    | 71      | 14                 | 49               | 8                    |